# Cserszegtomaj
Cserszegtomaj är en ort i Ungern.   Den ligger i provinsen Zala, i den västra delen av landet, 160 km sydväst om huvudstaden Budapest. Cserszegtomaj ligger 183 meter över havet och antalet invånare är 1 941.
Terrängen runt Cserszegtomaj är platt åt sydväst, men åt nordost är den kuperad. Runt Cserszegtomaj är det tätbefolkat, med 297 invånare per kvadratkilometer. Närmaste större samhälle är Keszthely, 4,1 km söder om Cserszegtomaj. Trakten runt Cserszegtomaj består till största delen av jordbruksmark.